# Tullni járás
A Tullni járás Ausztriában, Alsó-Ausztria tartományban található. A Tullni járás Sankt Pölten-Land, Kremsvidéki, Bécs, Korneuburgi és Hollabrunni járásokkal határos. Lakosainak száma 103 771 fő (2019. január 1.).

## A járáshoz tartozó települések
- Absdorf
- Atzenbrugg
- Fels am Wagram
- Grafenwörth
- Großriedenthal
- Großweikersdorf
- Judenau-Baumgarten
- Kirchberg am Wagram
- Königsbrunn am Wagram
- Königstetten
- Langenrohr
- Michelhausen
- Muckendorf-Wipfing
- Sieghartskirchen
- Sitzenberg-Reidling
- Sankt Andrä-Wördern
- Tulbing
- Tulln an der Donau
- Würmla
- Zeiselmauer-Wolfpassing
- Zwentendorf an der Donau
- Klosterneuburg